# Resolutie 2175 Veiligheidsraad Verenigde Naties
Resolutie 2175 van de Veiligheidsraad van de Verenigde Naties werd unaniem door de VN-Veiligheidsraad aangenomen op 29 augustus 2014. De resolutie schoof een aantal maatregelen naar voren die het steeds vaker voorkomende geweld tegen noodhulpverlening voor de bevolking in gewapende conflicten moesten tegengaan.

## Inhoud
Alle partijen in gewapende conflicten moesten de humanitaire principes van de levering van noodhulp aan de bevolking respecteren en de veiligheid van de geholpen burgers en de hulpverleners verzekeren. Het specifiek aanvallen van deze hulpverleners gold als een oorlogsmisdaad. Landen hadden de verantwoordelijkheid degenen die verantwoordelijk waren voor oorlogsmisdaden te berechten en zulke misdaden in het vervolg te voorkomen. Het internationale rechtssysteem en de internationale tribunalen droegen daaraan bij.
Het stijgend aantal gewelddaden tegen nationale en internationale hulpverleners en VN-personeel op vele plaatsen in de wereld wekte zorgen op. De Veiligheidsraad zelf zou volgende stappen ondernemen om bij te dragen aan de veiligheid van hulpverleners:
a. Vredesmachten de taak geven voor veiligheid te zorgen,
b. Landen te vragen aanvallen strafbaar te stellen en daders te vervolgen of uit te leveren,
c. De secretaris-generaal kon situaties waar de hulpverlening door geweld niet tot bij de mensen raakte melden,
d. De verklaring van uitzonderlijk risico zoals voorzien in artikel 1 (c) (ii) van het Verdrag inzake Veiligheid van VN- en Aanverwant Personeel uit te spreken – een voorwaarde van het verdrag om van toepassing te zijn,
e. Alle landen op te roepen partij te worden van dit verdrag.

## Verwante resoluties
- Resolutie 1502 Veiligheidsraad Verenigde Naties (2003)
- Resolutie 68/101 Algemene Vergadering Verenigde Naties (2013)
- Resolutie 2222 Veiligheidsraad Verenigde Naties (2015)

Lijst ·  2133 ·  2134 ·  2135 ·  2136 ·  2137 ·  2138 ·  2139 ·  2140 ·  2141 ·  2142 ·  2143 ·  2144 ·  2145 ·  2146 ·  2147 ·  2148 ·  2149 ·  2150 ·  2151 ·  2152 ·  2153 ·  2154 ·  2155 ·  2156 ·  2157 ·  2158 ·  2159 ·  2160 ·  2161 ·  2162 ·  2163 ·  2164 ·  2165 ·  2166 ·  2167 ·  2168 ·  2169 ·  2170 ·  2171 ·  2172 ·  2173 ·  2174 ·  2175 ·  2176 ·  2177 ·  2178 ·  2179 ·  2180 ·  2181 ·  2182 ·  2183 ·  2184 ·  2185 ·  2186 ·  2187 ·  2188 ·  2189 ·  2190 ·  2191 ·  2192 ·  2193 ·  2194 ·  2195